# オリンピック憲章
オリンピック憲章（オリンピックけんしょう、英: Olympic Charter、仏: Charte olympique）は、国際オリンピック委員会（IOC）が定めた近代オリンピックに関する規約。1914年に起草され、1925年に制定、以後複数回の改正を経て現在に至る。
憲章18.3但書の規定により、IOC総会で出席委員の3分の2以上の賛成があれば改正される。
私的団体であるIOCが定めた規約であり、国家間で合意して定める条約ではない。

## 構成
オリンピック憲章は全部で5章、61条に分かれている。
- 第1章　オリンピック・ムーブメント
- 第2章　国際オリンピック委員会
- 第3章　国際競技連盟
- 第4章　国内オリンピック委員会
- 第5章　オリンピック競技大会

オリンピックのモットーとして有名な、「より速く、より高く、より強く（Citius・Altius・Fortius）」という三語法は、1996年版の14.に書かれている。「2011年7月8日から有効」版には第1章の10.に書かれている。
なお、2021年の第138次IOC総会でオリンピックのモットーに「共に（simul）」が追加されることになった。